# ハンス＝ユルゲン・ジーバーベルク
ハンス＝ユルゲン・ジーバーベルク（Hans-Jürgen Syberberg、1935年12月8日 - ）は、ドイツの映画監督である。

## 人物
雑誌『The Village Voice』において「最も偉大でありながら最も顧みられない現代の映画作家のひとり」と評された。

## フィルモグラフィー
- フリッツ・コイトナー、シラーの「たくらみと恋」を稽古する（1965年）
- 人間はどれだけの土地が必要か（1968年）
- ルートヴィヒII世のためのレクイエム（1972年）
- カール・マイ（1974年）
- ヒトラー時代の回想/ヴァグナー家1914〜75年（1977年）
- ヒトラー、あるいはドイツ映画（1977年）
- パルジファル（1982年）
- 夜（1985年）